# Clavulina leveillei
Clavulina leveillei är en svampart som först beskrevs av Pier Andrea Saccardo, och fick sitt nu gällande namn av Overeem 1923. Clavulina leveillei ingår i släktet Clavulina och familjen Clavulinaceae.   Inga underarter finns listade i Catalogue of Life.